# Hajime Hosogai
Hajime Hosogai (født 10. juni 1986) er en japansk fodboldspiller.

## Japans fodboldlandshold
| Japans landshold | Japans landshold | Japans landshold |
| År               | Kmp              | Mål              |
| ---------------- | ---------------- | ---------------- |
| 2010             | 3                | 0                |
| 2011             | 7                | 1                |
| 2012             | 8                | 0                |
| 2013             | 7                | 0                |
| 2014             | 5                | 0                |
| Total            | 30               | 1                |